# Onthophagus igualensis
Onthophagus igualensis är en skalbaggsart som beskrevs av Bates 1887. Onthophagus igualensis ingår i släktet Onthophagus och familjen bladhorningar. Inga underarter finns listade i Catalogue of Life.